# Comédie-Caumartin
Pour les articles homonymes, voir Caumartin.
La Comédie-Caumartin est un théâtre parisien de 380 places, situé 25 rue de Caumartin dans le 9e arrondissement.

## Histoire
Édifiée en 1906 par les architectes Maurice Bertrand et Marcel Lebègue à l'emplacement d'un ancien hôtel particulier construit sous le premier Empire, la Comédie-Caumartin est inaugurée le 22 avril 1907 sous le nom de Comédie-Royale. Salle consacrée à l'humour et en particulier aux pièces de boulevard, elle succédait aux éphémères Concerts Euterpeïa, salle consacrée à la musique symphonique inaugurée le 6 novembre 1906. René Rocher lui donne son nom actuel en 1923. Le dramaturge Alex Madis y fait jouer Rends-moi ce petit service. 

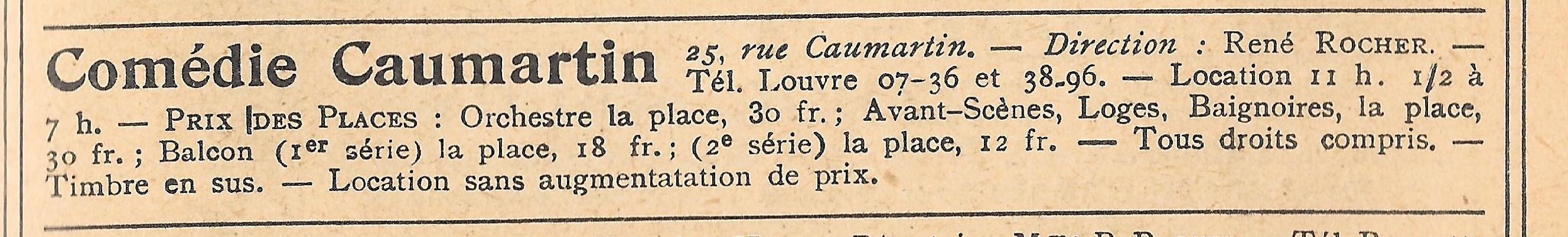
Prix des places et administration de la Comédie-Caumartin en 1925.

En février 1958 le théâtre devient Théâtre d'essai de la chanson. Pierre Dac et Francis Blanche y jouent dans le spectacle Chipolata 58.
C'est là que fut créée en 1960 la pièce Boeing-Boeing de Marc Camoletti qui tient l'affiche jusqu'en 1980, avant d'être  transférée au théâtre Michel et représentée un peu partout dans le monde.
La salle a également été un temps été exploitée comme cinéma sous le nom de Cinérire-Caumartin.
En 1981, la direction est assurée par Denise Petitdidier jusqu'au 13 mai 2019, à la suite de l'expulsion de sa directrice pour malversation financière. Depuis cette date, le théâtre est définitivement fermé.

## Programmation
- 1960 : Christian Alers et François Guérin triomphent dans Boeing-Boeing, l’inusable succès de Marc Camoletti joué vingt ans à Paris.
- 1981 : Reviens dormir à l’Elysée de Jean-Paul Rouland qui tiendra l’affiche durant neuf saisons.
- 1989 : Après une fermeture pour rénovation, la Comédie Caumartin accueille le groupe Bratsch puis une comédie de Neil Simon, Première armes et Maison de Poupée d’Henrik Ibsen[8],[9].
- 1994 : Les Fourberies de Scapin dans une mise en scène de C. Roumanoff suivirent Les Poubelles boys, Anne Roumanoff, Didier Gustin, Sandrine Alexi puis Pascal Brunner
- 1998 : 350 représentations de Marie-Thérèse Porchet née Bertholet La truie est en moi à la Comédie Caumartin à Paris.
- 2000 : Jean-Jacques Vanier, Les acteurs sont fatigués d'Éric Assous et de Toutes Manières une comédie de et avec Pascal Rocher et Philippe Aris.
- 2001 : Franck Dubosc la reprise des Acteurs sont fatigués et l'arrivée des Bodin's
- 2002 : Reprise des Acteurs sont fatigués et des Bodin's, Jean-Luc Lemoine dans son one-man-show Jean Luc Lemoine est inquiétant
- 2003 : Comment devenir une mère juive en dix leçons de Paul Fuks, d'après Dan Greenburg avec Ludivine de Chastenet, Bertrand Combe, Armelle Layrisse, Arnaud Schmit et Olivier Lacoma. Metteur en scène : Jean-Paul Bazziconi puis les Cinq de cœur, mise en scène de Marc Locci, avec Pascale Costes, soprano, Nicolas Kern, ténor, Rigoberto Marin-Polop, baryton, Sandrine Montcoudiol, alto, Anne Staminesco, soprano.
- 2004 : Comment devenir une mère juive en dix leçons, La touche étoile une pièce de Gilles Dyrek Montée par Gilles Dyrek. Avec Benoît Tachoires, Éric Le Roch, Jean-Gilles Barbier, Louis-Marie Audubert
- 2005 : Comment devenir une mère juive en dix leçons, Sandrine Alexi dans Prise de tête puis Marie et Alain Chapuis dans les Toi zé Moi.
- 2006 :  Toizé moi, Christophe Alévêque dans son one man show "Debout". Reprise de Comment devenir une mère juive en dix leçons et l'arrivée du spectacle J'aime Beaucoup ce que vous faites, pièce de Carole Greep, avec David Talbot ou Thierry Lavat ou François Raison, Loic Legendre ou Stéphane Jaubertie ou Jean Luc Muscat, Pauline Guimard ou Juliette Poissonnier ou Raïssa Mariotti, Gaelle Lebert ou Florence Savignat ou Caroline Frossard qui restera six ans a l'affiche.